# Катівня в Лебедині
Катівня в Лебедині (рос. Казни казаков в Лебедине, англ. Executions of Cossacks in Lebedin) — події в історії України в 1708–1709 рр., пов'язані з діяльністю слідчої канцелярії московського царя Петра І в місті Лебедин, де було піддано нелюдським тортурам і закатовано близько 900 козацьких старшин і місцевих жителів, що підтримували гетьмана Мазепу під час Північної війни. Прізвища козаків, закатованих в Лебедині та їх точна кількість, на сьогоднішній день не встановлена.

## Опис подій

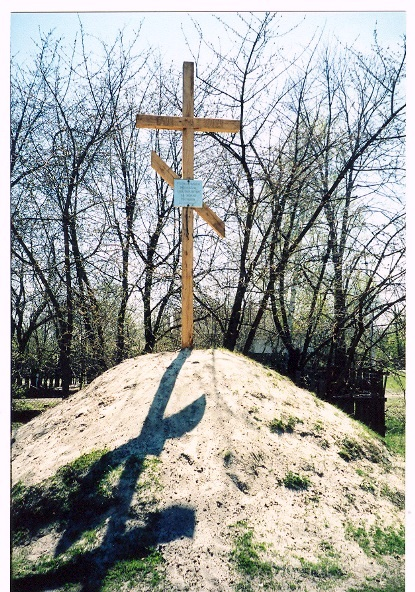
Пам'ятний хрест козакам, закатованим у слідчій канцелярії, на вулиці Прикордонній у Лебедині

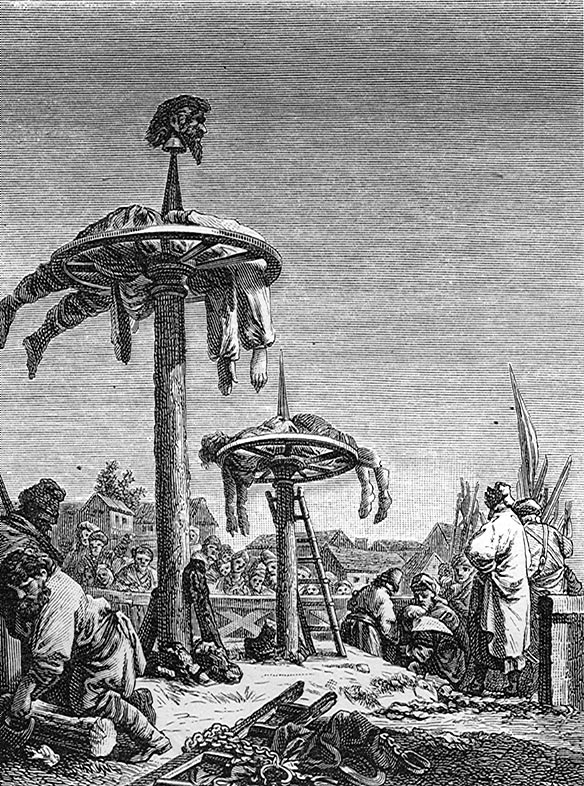
Страта колесуванням, яка застосовувалась до козаків і мешканців Лебедина. Гравюра часів Петра І

Микола Маркевич так описує ці події:

| Підозрювані у вірності до Мазепи, всі що не з'явилися на Глухівську Раду були витребувані в Лебедин - тортури і страта була їхня участь. Ось опис катувань, запозичене від слова до слова у Архієпископа Конісскаго: «Страта ця була звичайна Меньшикова ремесла: колесувати, на кіл садити, а сама найлегша, вважалася за іграшку, - це вішати й голови рубати. Провини їх вишукувалися від визнання їх самих, і тому надійним засобом служило препохвальне тоді таїнство - тортури, догмат якої і донині відомий з цього прислів'я Руського: батог не Янгол, душі не витягне, а правду скаже, і які були зроблені з усією акуратністю і по вказівці Соборного Уложенія, сиріч: ступенями і по порядку-батогом, батогом і шиною, тобто розпеченим залізом, що водиться з тихістю і повільно ще не померлої людини, які від того кипіли, зварювалися і підіймалися. Минулий одне випробування, спробував вступити до другого, а хто всіх їх не витримав, такі шанувалися, вважалися винними і їх зразу вели на страту. Постраждало таким чином, не перенесших тортури, до дев'ятисот осіб; число це, можливо, збільшено, але, судячи з кладовища, відлученого від Християнського і відомому під назвою «Цвинтаря Гетманців», можна стверджувати, що закопано їх тут дуже не мало».[2] |
Підставою для тортур і страт в Лебедині став «Указ військовій старшині, яка пішла з Мазепою до Шведов», виданий Петром І 1 листопада 1708 року:
| А буде кто по сим нашим, великого государя, указом, забыв страх Божий и присягу свою к нам, великому государю, и целость отчизны своей от него, вора и изменника Мазепы, и от неприятеля нашего не отстанет и к нам, великому государю, не возвратитца во время месяца, то есть декабря по первое число 1708 г., тех объявляем изменников наших и отчизны вашей. И будут их чины и маетности и пожитки их отобраны и розданы верным за службы их. Також жены и дети их взяты и сосланы будут в ссылку. А кто из них пойманы будут, и те, яко изменники, казнены будут смертью без пощады[3] |
Опис подій у Лебедині відомий з «Історії Русів» і складеної на її основі «Історії Малої Росії»  Н. А. Маркевича . У той же час в «Історії Русів» немає опису місця розташування «могили гетьманців» та її розмірів.
Про катування і страти козаків в Лебедині, посилаючись на ймовірного автора «Історії Русів» архієпископа Білоруського Георгія Кониського і на перекази, що збереглися серед місцевих жителів, пише архієпископ Філарет (Гумілевський) в своїй книзі «Історико-статистичний опис Харківської єпархії», написаної в 1852-59 роках:

| Найчудовішим часом для Лебедина був кінець 1708 і початок 1709 року. Близько 20 листопада прибув до Лебедина Великий Петро з військом. У Лебедині разом з Петром були полководці його - Меньшиков та інші. Кониський вказує в Лебедині на велику могилу Гетьманців, як на пам'ятник нелюдської жорстокості князя Меньшикова. Він каже, що Меньшиков різними тортурами, - батогами, розпеченим залізом, допитувався в нещасних жертв Мазепина обману відомості та участі їх у справі Мазепи. За місцевими відомостями, могила Гетьманців нині знаходиться в саду одного з прихожан Вознесенської церкви, в 300 саженях від колишнього міського валу; піднесена насип тягнеться більш, ніж на 10 саженів у довжину і ширину; місцями на цьому насипу виявляються провалинами і часом під час будівельних робіт викопувалися людські кістки.[6] |
Він же дає опис можливого місця розташування" могили гетьманців "і її розміри.
У різних дослідницьких роботах і в художній літературі українських та зарубіжних авторів, присвячених гетьманові Мазепі наводиться інформація про ці події. Так, Лебединська катівня описується: у літературно — мистецькій праці «Іван Мазепа» українського історика І. Борщака і французького історика Рене Мартель , виданому в Парижі у 1931 році; в праці Т. Мацьківа «Іван Мазепа в західноєвропейських джерелах 1687—1709» , виданій у Мюнхені в 1988 році. Ці ж відомості також наведені в Енциклопедії українознавства.

## Пам'ять про закатованих козаків
Сумською обласною державною адміністрацією, а також органами місцевого самоврядування здійснюється ряд заходів щодо увічнення пам'яті жертв катувань. Інформація про них розміщена на офіційних сайтах Сумської обласної ради , Лебединської міської ради  і Лебединської районної державної адміністрації , за рішенням яких на місці ймовірного поховання встановлено пам'ятний хрест і планується встановити пам'ятник Козацької слави. Виконком міста Лебедина оголосив конкурс на найкращий проект пам'ятника . За інформацією заступника голови Сумської обласної державної адміністрації Медуниці А. В., у квітні 2009 року запланована заміна дерев'яного хреста на могилі «гетьманців» на пам'ятник..